# قنبلة موجهة بالليزر

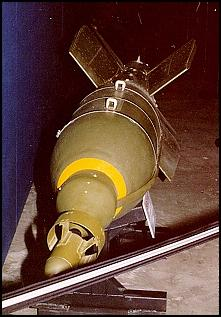

قنبلة موجهة بالليزر (بالإنجليزية: Laser-guided bomb)‏ والمعروفة أختصارا بـ (LGB): هي قنبلة ذكية موجهة بواسطة أشعة ليزر شبه نشطه، وتستخدم لضرب هدف بدقة صحيحة، أكبر من دقة القنابل غير الموجهة. تعتبر القنابل الموجهة بالليزر واحدة من القنابل الموجهة الأكثر شيوعا وانتشارا، وتستخدم من قبل عدد كبير من القوات الجوية في العالم.